# Naturschutzgebiet Klädener Plage und Mildenitz-Durchbruchstal
Koordinaten: 53° 38′ 38,1″ N, 12° 2′ 59,8″ O

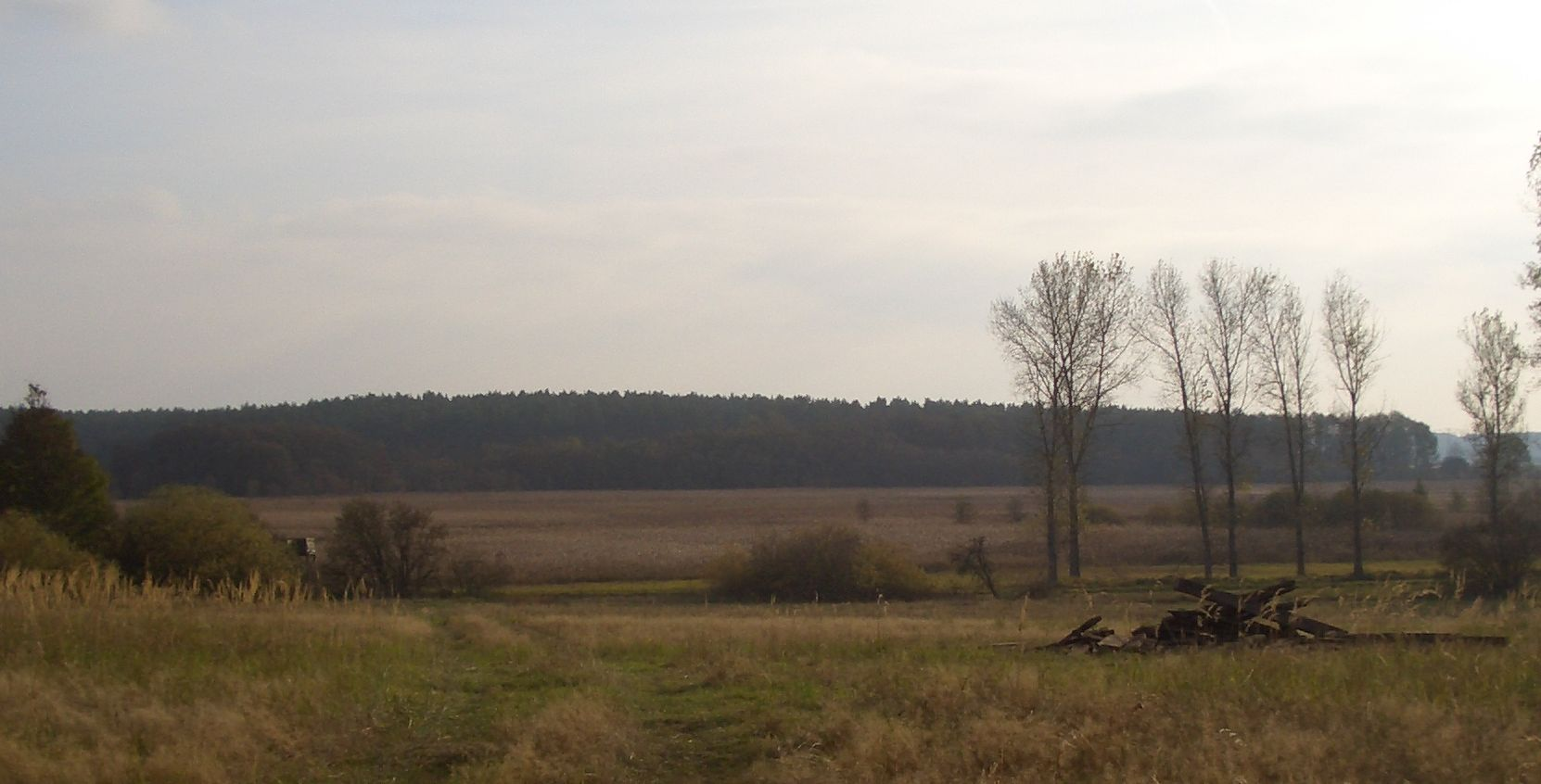
Klädener Plage

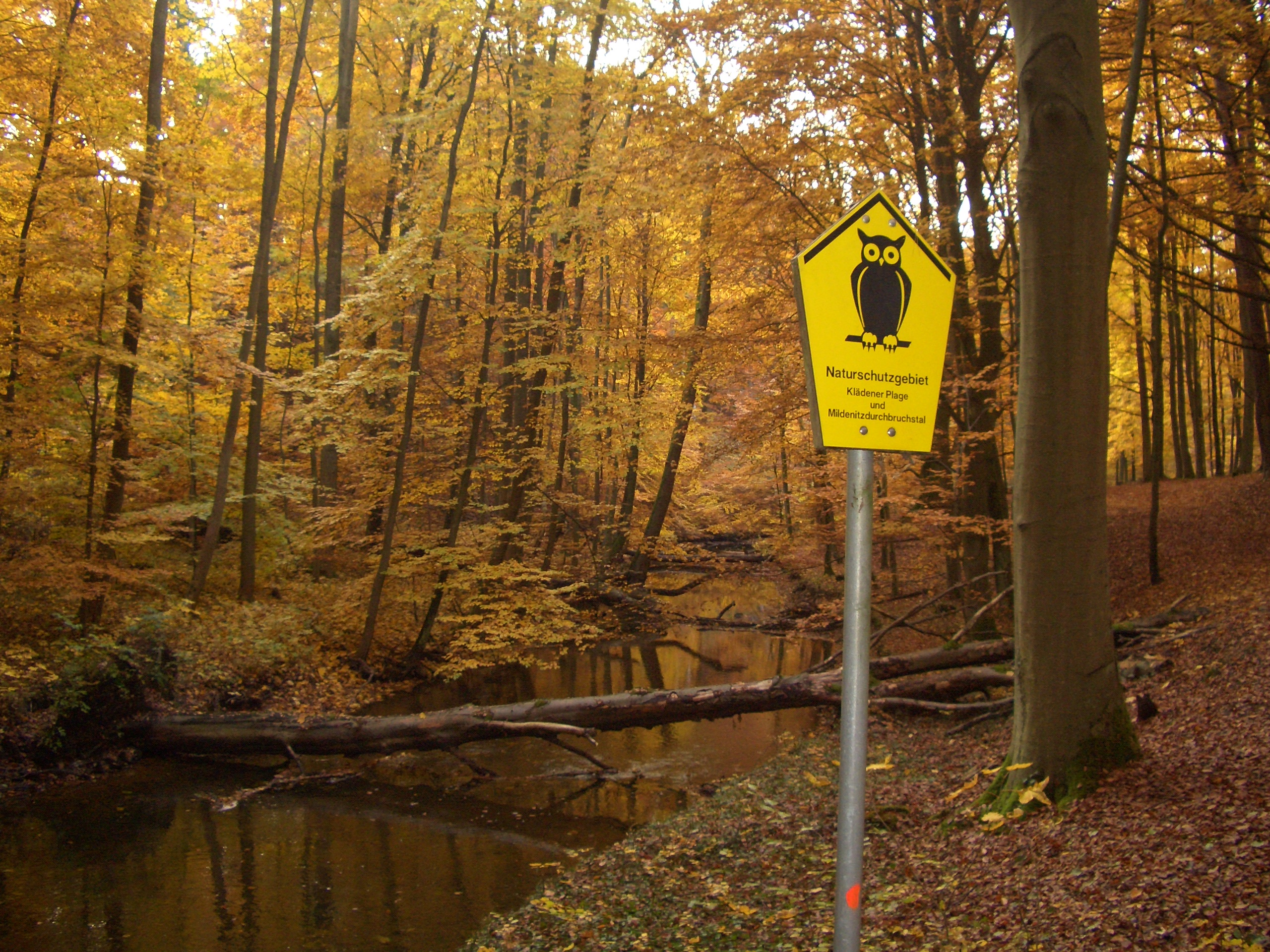
Mildenitz

Das Naturschutzgebiet Klädener Plage und Mildenitz-Durchbruchstal ist ein im „Landschaftsschutzgebiet Dobbertiner Seenlandschaft und mittleres Mildenitztal – Landkreis Parchim (jetzt Ludwigslust-Parchim)“ gelegenes 114 Hektar umfassendes Naturschutzgebiet in Mecklenburg-Vorpommern fünf Kilometer nordwestlich von Dobbertin. Es wurde am 13. März 1996 ausgewiesen. Das Naturschutzgebiet dient dem Erhalt von Lebensgemeinschaften eines verlandeten Sees – der Klädener Plage – sowie eines naturnahen Teils der Mildenitz mit ihrem Durchbruchstal durch die Endmoräne bis zum Schwarzen See. Es ist das größte Durchbruchstal in Mecklenburg-Vorpommern.
Der namensgebende Ort Kläden befindet sich unweit nordöstlich. Der Gebietszustand wird als gut eingeschätzt. Die Mildenitz weist nach Einstellen der Gewässerpflege und dem Verbleib von Totholz im Bachverlauf wieder eine natürliche Dynamik auf. In der Klädener Plage konnte ein dauerhaft hoher Wasserstand durch Aufgabe der Grabenunterhaltung erreicht werden. Allerdings werden die dortigen Streuwiesen zurzeit nicht genutzt. Das Schutzgebiet liegt im Naturpark Nossentiner/Schwinzer Heide und ist nach EU-Recht Bestandteil eines FFH- und Vogelschutzgebiets.
Ein ausgeschilderter Lehrpfad führt durch das Gebiet.

## Geschichte
Die Klädener Plage wurde erstmals 1237 urkundlich als See Wostrowitz erwähnt. Nicolaus, Herr zu Rostock beurkundete die Grenzen des Dobbertiner Klostergebietes, darunter auch den See Wostrowitz (die abgelassenen Gewässer Klädener und Dobbiner See), die heutige Klädener Plage sowie die Dobbiner Plage.
Die Mildenitz prägte die Landschaftsentstehung des Gebiets stark. Sie liegt im zentralen Teil des Schutzgebiets. Das Durchbruchstal der Mildenitz zwischen der Alten Mühle und dem Schwarzen See ist neben den Durchbruchstälern der Flüsse Warnow und Nebel eines der großen mecklenburgischen Durchbruchstäler innerhalb der Eisrandlage des Pommerschen Stadiums der Weichsel-Kaltzeit. Im Bereich des Frühpommerschen Vorstoßes hat sich die Mildenitz auf einer Strecke von zwei Kilometern unter Ausbildung eines Durchbruchstals etwa 20 Meter tief in eine kiesige Hochfläche der Endmoräne eingeschnitten. Prall- und Gleithänge sind ausgeprägt. Beide Talränder verlaufen bei 60–64 m HN und grenzen jeweils an eine weitgehend ebene, nach Norden leicht ansteigende Hochfläche, die geschlossen mit Kiefern und Buchen bewaldet ist. Innerhalb des entstandenen Kerbsohlentals ist eine Gliederung der Talhänge durch mehrere Terrassen und eine randliche Zertalung durch Trockentäler offensichtlich. Im Mildenitz-Durchbruchstal sind sieben Verebnungsniveaus in unterschiedlichen Höhenlagen ausgebildet, von denen fünf als Terrassenbildungen der Mildenitz angesehen und nach ihrer durchschnittlichen Höhe über dem Fluss benannt werden.
Die Alte Mühle wurde als Wassermühle bis in das 19. Jahrhundert betrieben.
Nordwestlich der Ortslage Dobbertin erstreckt sich ein Sandergebiet, in dem auch die Klädener Plage als flachwelliges und durch sandige Kuppen durchragtes Niederungsgebiet liegt. In der Wiebekingschen Karte von 1786 ist dort der Klädener See (ehemals 42 m HN) in seiner ursprünglichen Form verzeichnet. Bis etwa 1798 existierte der Klädener See noch als ein flaches Gewässer. Der See geht auf eine Toteisform zurück, die sich im Laufe der Zeit mit bis zu sechs Meter mächtigen Seekreidemudden auffüllte.
Die beginnende Absenkung des Wasserspiegels und die Trockenlegung des versumpften Klädener Wiesentals war durch mehrere Rückschläge gekennzeichnet. Von 1809 bis 1816 waren die Drainagearbeiten wegen Geldmangel eingestellt worden. Da der Klädener See noch nicht ganz ausgetrocknet war, hatte man zur Ableitung des Quellwassers weitere Gräben ziehen müssen. Mit der Begradigung der Mildenitz von 1860 bis 1862 kam es zu einer besseren Grünlandgewinnung und Heuwerbung.
An der Klädener Mühle wurde 1862 die alte Brücke durch eine massive ersetzt. Der Plan für die Grabungen zur Flussbegradigung wurde bereits 1849–1851 durch den Parchimer Wasserbaumeister Garthe erarbeitet und dann durch den Bauunternehmer Kleinert aus Güstrow ausgeführt.
Die Klädener Plage gehört zu den von Mineralbodenwasser gespeisten Mooren und ist ein Niedermoorgebiet. Bis 1945 wurden weite Teile der Klädener Plage als Jungrinderkoppel und Mähwiese landwirtschaftlich genutzt. Da durch die umfangreich anstehenden Beckentone und Kalk-Silikat-Mudde die Grabenpflege in der Plage erschwert wurde, kam es in den Kriegsjahren zu einer Wiedervernässung mit Schilfbewuchs in diesen Bereichen. Nach 1945 wurden dann die Randbereiche nur noch sporadisch beweidet. Ab 1949 erfolgten die Aufforstungen der Forstarbeiteräcker mit Kiefern und Fichten und in den fünfziger Jahren wurden die Gemeindekoppeln mit Pappeln und Erlen bepflanzt. Am Hauptentwässerungsgraben zur Mildenitz wurde Ende der sechziger Jahre eine Aufforstung mit Schwarzkiefern vorgenommen. Von 1954 bis 1967 erfolgte auch ein Abbau der Seekreide als Düngemittel. Nur das Durchbruchstal der Mildenitz ist schon über einen historisch längeren Zeitraum Wald.

## Pflanzen- und Tierwelt

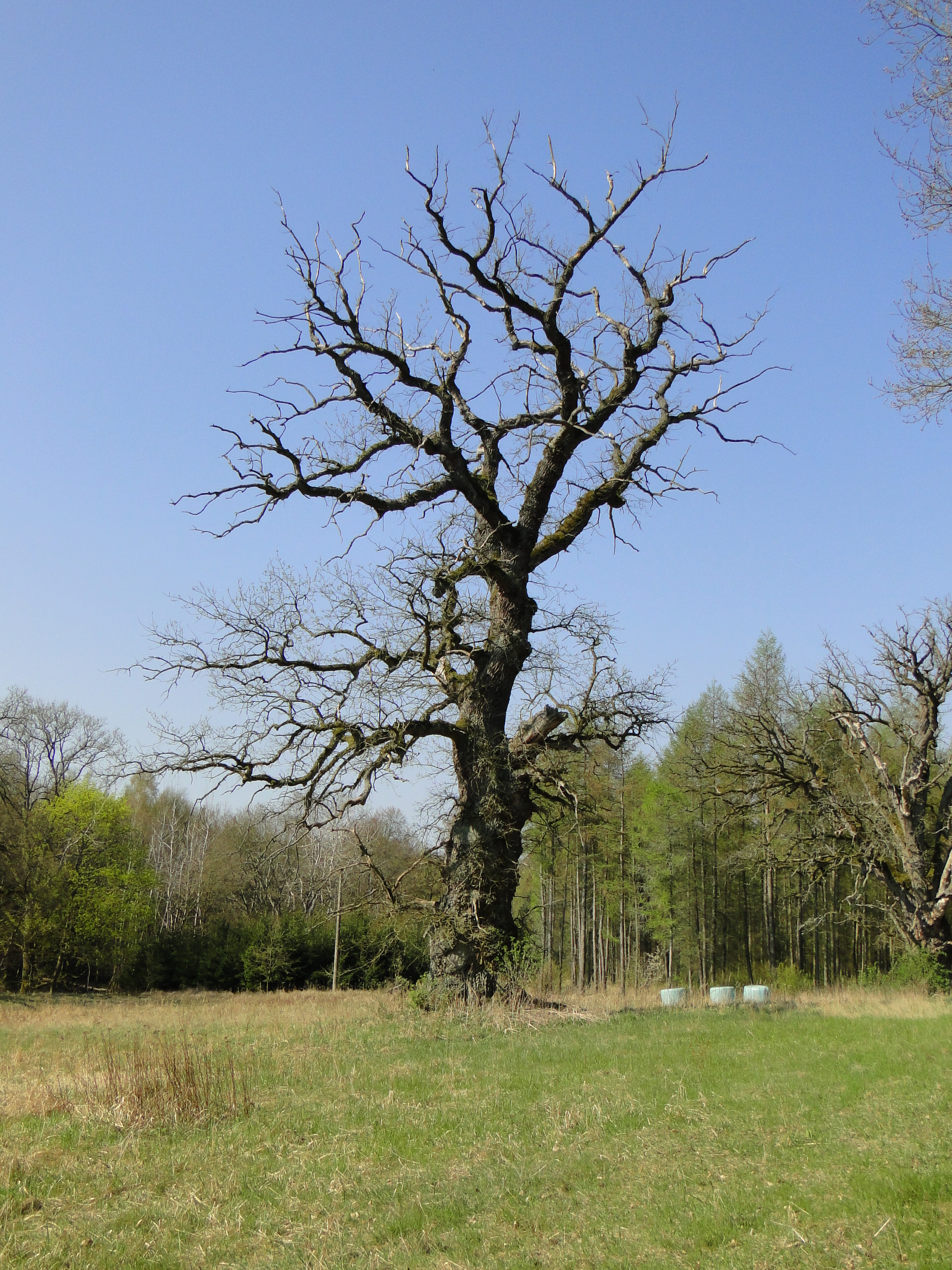
Naturdenkmal Stieleiche nahe der Alten Mühle 2011

Ein Großteil der Klädener Plage wird von Röhrichtbeständen eingenommen. Prägende Arten sind Sumpfdotterblume, Sumpfsitter, Natternzunge und Rispenseggen. Nördlich schließen sich Wiesen mit Kohldistel an.
Im Bereich der steilen Hänge der Mildenitz stockt Buchenwald mit Drahtschmiele. Die Rotbuchen sind stellenweise über 200 Jahre alt. Im Gebiet wurden 86 Vogelarten nachgewiesen, darunter Gebirgsstelze, Eisvogel, Rohrdommel, Wachtelkönig, Tüpfelralle und Wasseramsel. Zahlreiche Fledermäuse finden in den alten bachbegleitenden Buchen einen Lebensraum. Als Arten wurden Fransenfledermaus, Große Bartfledermaus und Großer Abendsegler bestimmt. Die sehr seltene Kleine Flussmuschel lebt in diesem Bereich der Mildenitz, während sie im weiteren Verlauf bis zur Mündung in die Warnow nicht mehr vorkommt. Neben der Schmalen und Bauchigen Windelschnecke wurde auch der Fischotter gesichtet. Weiterhin wurden 251 Pilzarten kartiert.
Als Naturdenkmale innerhalb und am Rande des Naturschutzgebiets sind in der Abt. 4113a des Forstreviers Kläden mehrere über 40 Meter hohe Douglasien (Pseudotsuga menziesii) ausgewiesen. Am Klädener Berg östlich des Dorfes nahe der Bundesstraße 192 steht eine fast 700-jährige Stieleiche (Quercus robur) mit einem Stammumfang von 7,3 Metern. Und am Wanderweg von Kläden zur Alten Mühle stehen nördlich der Mildenitz weitere als Naturdenkmal gekennzeichnete Stieleichen.

## Karten
- Topographisch oeconomisch und militaerische Charte des Herzogthums Mecklenburg-Schwerin. Klosteramt Dobbertin mit der Sandpropstei vom Grafen Schmettau 1758.
- Wiebekingsche Karte von Mecklenburg 1786.
- Wirtschaftskarte Forstamt Dobbertin 1927/1928.
- Offizielle Rad- und Wanderkarte des Naturparks Nossentiner/Schwinzer Heide, 2010